# Großer Preis von Argentinien 1998
Der Große Preis von Argentinien 1998 (offiziell XXI Gran Premio Marlboro Argentina) fand am 12. April auf dem Autódromo Oscar Alfredo Gálvez in Buenos Aires statt und war das dritte Rennen der Formel-1-Weltmeisterschaft 1998.

## Bericht

### Hintergrund
Nach dem Großen Preis von Brasilien führte Mika Häkkinen in der Fahrerwertung mit acht Punkten vor David Coulthard und mit 14 Punkten vor Heinz-Harald Frentzen. In der Konstrukteurswertung führte McLaren-Mercedes mit 24 Punkten vor Williams-Mecachrome und mit 25 Punkten vor Ferrari. 
McLaren Racing verkündete, den Deal mit Motorenlieferant Mercedes bis in das Jahr 2002 verlängert zu haben. 
Goodyear brachte neue, verbesserte Reifen zu dem Rennwochenende.
Mit Damon Hill (zweimal) und Jacques Villeneuve (einmal) traten zwei ehemalige Sieger zu diesem Grand Prix an.
Es sollte der bis dato letzte Große Preis von Argentinien werden.

### Training

#### Freitagstraining
Coulthard holte sich vor Michael Schumacher mit 1:28,130 Minuten die Bestzeit. Häkkinen, Villeneuve, Eddie Irvine und Ralf Schumacher folgten auf den Plätzen dahinter. Alle Fahrer waren innerhalb von sieben Sekunden platziert. 

#### Samstagstraining
Michael Schumacher war mit 1:27,737 Minuten der Schnellste in dieser Session, vor Coulthard, Frentzen, Häkkinen und Hill. Villeneuve konnte sich mit zwei Sekunden Rückstand nur Platz acht holen. Alle Fahrer waren innerhalb von sechs Sekunden platziert. 

### Qualifying
Das Wetter war bewölkt, aber dennoch trocken. 
Coulthard holte sich mit 1:25,852 Minuten die Pole-Position für das Rennen. Rund vier Zehntel dahinter komplettiert Michael Schumacher die erste Startreihe. Dahinter lagen Häkkinen, Irvine, Ralf Schumacher und Frentzen. Alle Fahrer waren innerhalb von fünfeinhalb Sekunden platziert. 

### Warm-Up
Jean Alesi holte sich mit 1:47,594 Minuten die schnellste Zeit der Session vor Häkkinen und Michael Schumacher. Bis auf Johnny Herbert, der während der Session Probleme hatte und nur eine gewertete Zeit, 9:19,807 Minuten, erreichte, waren alle Fahrer innerhalb von sechs Sekunden platziert. 

### Rennen
Coulthard gewann den Start und verteidigte erfolgreich seine Pole-Position, während Michael Schumacher beim Start von Häkkinen düpiert wurde. Doch nach Beginn der zweiten Runde konnte sich Michael Schumacher seinen zweiten Platz wieder zurückholen. Der Deutsche schloss nun rasch auf den führenden Schotten auf.
In Runde vier verpasste Coulthard den optimalen Bremspunkt. Bedingt dadurch konnte Michael Schumacher an den bisher Führenden vorbeischlüpfen. Doch im Eifer des Gefechts berührten sich die beiden. Michael Schumacher konnte vorne bleiben, Coulthard jedoch drehte sich von der Strecke und kam auf Platz sechs wieder ins Rennen zurück. Von nun an war es ein Rennen zwischen Michael Schumacher und Häkkinen, welches sich aufgrund der unterschiedlichen Strategie (Michael Schumacher stoppte zweimal, Häkkinen nur einmal) zugunsten der Ferraris entscheiden wird.
Im hinteren Feld gab es eine Menge Chaos: Herbert schied nach einer Kollision mit Hill in Runde 46 aus. Wutentbrannt darüber bezeichnete er Hill einen Amateur. Auf die Frage, ob er nicht lieber daheimgeblieben wäre nach dem katastrophalen Wochenende meinte er, dass „er von ganz Südamerika sich hätte fernhalten sollen, da es ein totales Disaster bisher war“. Am Ende fügte er noch ironisch dazu, dass das Einzige, was jetzt noch schiefgehen könnte, ein Flugzeugabsturz beim Nachhausefliegen wäre. Ebenfalls aufgrund eines Unfalls musste Villeneuve aufgeben, er kollidierte in Runde 52 mit Coulthard, welcher zu dem Zeitpunkt Getriebeprobleme hatte. Anders erging es Esteban Tuero, er musste in Runde 63 unerwartet an die Box, da er nur mehr drei Rädern hatte. Selbst da kam es noch schlimmer, da der Tankstutzen nicht korrekt aufgebracht werden konnte. Als er dann endlich tanken konnte, fehlte das vordere rechte Rad immer noch, was ihm dann rund 45 Sekunden Stehzeit einbrachte. Erwähnenswert wäre noch der Boxenstopp Alesis, da er sich den rechten Spiegel dabei abriss. Der Grund war, dass sich ein Kabel der Schlagschrauber um den Spiegel wickelte und er, obwohl er von der Boxencrew keine Freigabe zum Anfahren bekam, einfach losfuhr.
Rund sechs Runden vor dem Ende hätte das Rennen noch eine Wende bekommen können, da es zu regnen anfing, aber der einzig Leidtragende war Tuero, der sich von der Strecke drehte und ausschied. Michael Schumacher konnte seinen Vorsprung über die Zeit bringen und vor Häkkinen, Irvine und Alexander Wurz, welcher sich in Runde 39 die schnellste Runde holte, gewinnen.
In der Fahrerwertung blieb Häkkinen vorne. Michael Schumacher war durch den Sieg nun Zweiter vor Coulthard. In der Konstrukteurswertung blieb McLaren-Mercedes auf Platz 1. Ferrari war nun Zweiter vor Williams-Mecachrome.

## Meldeliste
| Team                         | Nr. | Fahrer                | Chassis        | Motor                   | Reifen |
| ---------------------------- | --- | --------------------- | -------------- | ----------------------- | ------ |
| Winfield Williams            | 01  | Jacques Villeneuve    | Williams FW20  | Mecachrome 3.0 V10      | G      |
| Winfield Williams            | 02  | Heinz-Harald Frentzen | Williams FW20  | Mecachrome 3.0 V10      | G      |
| Scuderia Ferrari Marlboro    | 03  | Michael Schumacher    | Ferrari F300   | Ferrari 3.0 V10         | G      |
| Scuderia Ferrari Marlboro    | 04  | Eddie Irvine          | Ferrari F300   | Ferrari 3.0 V10         | G      |
| Mild Seven Benetton Playlife | 05  | Giancarlo Fisichella  | Benetton B198  | Playlife 3.0 V10        | B      |
| Mild Seven Benetton Playlife | 06  | Alexander Wurz        | Benetton B198  | Playlife 3.0 V10        | B      |
| West McLaren Mercedes        | 07  | David Coulthard       | McLaren MP4/13 | Mercedes-Benz 3.0 V10   | B      |
| West McLaren Mercedes        | 08  | Mika Häkkinen         | McLaren MP4/13 | Mercedes-Benz 3.0 V10   | B      |
| Benson & Hedges Jordan       | 09  | Damon Hill            | Jordan 197     | Mugen-Honda 3.0 V10     | G      |
| Benson & Hedges Jordan       | 10  | Ralf Schumacher       | Jordan 197     | Mugen-Honda 3.0 V10     | G      |
| Gauloises Prost Peugeot      | 11  | Olivier Panis         | Prost AP01     | Peugeot 3.0 V10         | B      |
| Gauloises Prost Peugeot      | 12  | Jarno Trulli          | Prost AP01     | Peugeot 3.0 V10         | B      |
| Red Bull Sauber Petronas     | 14  | Jean Alesi            | Sauber C17     | Petronas 3.0 V10        | G      |
| Red Bull Sauber Petronas     | 15  | Johnny Herbert        | Sauber C17     | Petronas 3.0 V10        | G      |
| Danka Zepter Arrows          | 16  | Pedro Diniz           | Arrows A19     | Arrows 3.0 V10          | B      |
| Danka Zepter Arrows          | 17  | Mika Salo             | Arrows A19     | Arrows 3.0 V10          | B      |
| Stewart Ford                 | 18  | Rubens Barrichello    | Stewart SF2    | Ford Zetec-R 3.0 V10    | B      |
| Stewart Ford                 | 19  | Jan Magnussen         | Stewart SF2    | Ford Zetec-R 3.0 V10    | B      |
| Tyrrell                      | 20  | Ricardo Rosset        | Tyrrell 026    | Ford Zetec-R/97 3.0 V10 | G      |
| Tyrrell                      | 21  | Toranosuke Takagi     | Tyrrell 026    | Ford Zetec-R/97 3.0 V10 | G      |
| Fondmetal Minardi Team       | 22  | Shinji Nakano         | Minardi M198   | Ford Zetec-R/97 3.0 V10 | B      |
| Fondmetal Minardi Team       | 23  | Esteban Tuero         | Minardi M198   | Ford Zetec-R/97 3.0 V10 | B      |

## Klassifikation

### Qualifying
| Pos.                                                                       | Fahrer                | Konstrukteur        | Zeit     | Start |
| -------------------------------------------------------------------------- | --------------------- | ------------------- | -------- | ----- |
| 01                                                                         | David Coulthard       | McLaren-Mercedes    | 1:25,852 | 01    |
| 02                                                                         | Michael Schumacher    | Ferrari             | 1:26,251 | 02    |
| 03                                                                         | Mika Häkkinen         | McLaren-Mercedes    | 1:26,632 | 03    |
| 04                                                                         | Eddie Irvine          | Ferrari             | 1:26,780 | 04    |
| 05                                                                         | Ralf Schumacher       | Jordan-Mugen-Honda  | 1:26,827 | 05    |
| 06                                                                         | Heinz-Harald Frentzen | Williams-Mecachrome | 1:26,876 | 06    |
| 07                                                                         | Jacques Villeneuve    | Williams-Mecachrome | 1:26,941 | 07    |
| 08                                                                         | Alexander Wurz        | Benetton-Playlife   | 1:27,196 | 08    |
| 09                                                                         | Damon Hill            | Jordan-Mugen-Honda  | 1:27,483 | 09    |
| 10                                                                         | Giancarlo Fisichella  | Benetton-Playlife   | 1:27,836 | 10    |
| 11                                                                         | Jean Alesi            | Sauber-Petronas     | 1:27,839 | 11    |
| 12                                                                         | Johnny Herbert        | Sauber-Petronas     | 1:28,016 | 12    |
| 13                                                                         | Toranosuke Takagi     | Tyrrell-Ford        | 1:28,811 | 13    |
| 14                                                                         | Rubens Barrichello    | Stewart-Ford        | 1:29,249 | 14    |
| 15                                                                         | Olivier Panis         | Prost-Peugeot       | 1:29,320 | 15    |
| 16                                                                         | Jarno Trulli          | Prost-Peugeot       | 1:29,352 | 16    |
| 17                                                                         | Mika Salo             | Arrows              | 1:29,617 | 17    |
| 18                                                                         | Pedro Diniz           | Arrows              | 1:30,022 | 18    |
| 19                                                                         | Shinji Nakano         | Minardi-Ford        | 1:30,054 | 19    |
| 20                                                                         | Esteban Tuero         | Minardi-Ford        | 1:30,158 | 20    |
| 21                                                                         | Ricardo Rosset        | Tyrrell-Ford        | 1:30,437 | 21    |
| 22                                                                         | Jan Magnussen         | Stewart-Ford        | 1:31,178 | 22    |
| 107-Prozent-Zeit: 1:31,862 min (bezogen auf die Bestzeit von 1:25,852 min) |                       |                     |          |       |

### Rennen
| Pos. | Fahrer                | Konstrukteur        | Runden | Stopps | Zeit        | Start | Schnellste Runde |
| ---- | --------------------- | ------------------- | ------ | ------ | ----------- | ----- | ---------------- |
| 01   | Michael Schumacher    | Ferrari             | 72     | 2      | 1:48:36,175 | 02    | 1:28,272 (23.)   |
| 02   | Mika Häkkinen         | McLaren-Mercedes    | 72     | 1      | + 22,898    | 03    | 1:28,261 (32.)   |
| 03   | Eddie Irvine          | Ferrari             | 72     | 2      | + 57,745    | 04    | 1:28,933 (27.)   |
| 04   | Alexander Wurz        | Benetton-Playlife   | 72     | 1      | + 1:08,134  | 08    | 1:28,179 (39.)   |
| 05   | Jean Alesi            | Sauber-Petronas     | 72     | 2      | + 1:18,286  | 11    | 1:29,000 (44.)   |
| 06   | David Coulthard       | McLaren-Mercedes    | 72     | 1      | + 1:19,751  | 01    | 1:28,468 (57.)   |
| 07   | Giancarlo Fisichella  | Benetton-Playlife   | 72     | 1      | + 1:28,437  | 10    | 1:28,507 (69.)   |
| 08   | Damon Hill            | Jordan-Mugen-Honda  | 71     | 2      | + 1 Runde   | 09    | 1:29,310 (46.)   |
| 09   | Heinz-Harald Frentzen | Williams-Mecachrome | 71     | 2      | + 1 Runde   | 06    | 1:29,592 (37.)   |
| 10   | Rubens Barrichello    | Stewart-Ford        | 70     | 2      | + 2 Runden  | 14    | 1:30,408 (36.)   |
| 11   | Jarno Trulli          | Prost-Peugeot       | 70     | 1      | + 2 Runden  | 16    | 1:30,876 (25.)   |
| 12   | Toranosuke Takagi     | Tyrrell-Ford        | 70     | 1      | + 2 Runden  | 13    | 1:31,057 (41.)   |
| 13   | Shinji Nakano         | Minardi-Ford        | 69     | 1      | + 3 Runden  | 19    | 1:31,168 (36.)   |
| 14   | Ricardo Rosset        | Tyrrell-Ford        | 68     | 1      | + 4 Runden  | 21    | 1:33,091 (42.)   |
| 15   | Olivier Panis         | Prost-Peugeot       | 65     | 1      | DNF         | 15    | 1:29,201 (57.)   |
| –    | Esteban Tuero         | Minardi-Ford        | 63     | 1      | DNF         | 20    | 1:30,992 (27.)   |
| –    | Jacques Villeneuve    | Williams-Mecachrome | 52     | 1      | DNF         | 07    | 1:29,694 (35.)   |
| –    | Johnny Herbert        | Sauber-Petronas     | 46     | 1      | DNF         | 12    | 1:29,857 (30.)   |
| –    | Ralf Schumacher       | Jordan-Mugen-Honda  | 22     | 1      | DNF         | 05    | 1:31,541 (17.)   |
| –    | Mika Salo             | Arrows              | 18     | 0      | DNF         | 17    | 1:32,519 (12.)   |
| –    | Jan Magnussen         | Stewart-Ford        | 17     | 0      | DNF         | 22    | 1:32,808 (16.)   |
| –    | Pedro Diniz           | Arrows              | 13     | 0      | DNF         | 18    | 1:33,350 (08.)   |

## WM-Stände nach dem Rennen
Die ersten sechs des Rennens bekamen 10, 6, 4, 3, 2 bzw. 1 Punkt(e).

### Fahrerwertung
| Pos. | Fahrer                | Konstrukteur        | Punkte |
| ---- | --------------------- | ------------------- | ------ |
| 01   | Mika Häkkinen         | McLaren-Mercedes    | 26     |
| 02   | Michael Schumacher    | Ferrari             | 14     |
| 03   | David Coulthard       | McLaren-Mercedes    | 13     |
| 04   | Heinz-Harald Frentzen | Williams-Mecachrome | 6      |
| 05   | Eddie Irvine          | Ferrari             | 7      |
| 06   | Alexander Wurz        | Benetton-Playlife   | 6      |
| 07   | Jacques Villeneuve    | Williams-Renault    | 2      |
| 08   | Jean Alesi            | Sauber-Petronas     | 2      |
| 09   | Giancarlo Fisichella  | Benetton-Playlife   | 1      |
| 10   | Johnny Herbert        | Sauber-Petronas     | 1      |
| 11   | Damon Hill            | Jordan-Mugen-Honda  | 0      |

| Pos. | Fahrer             | Konstrukteur       | Punkte |
| ---- | ------------------ | ------------------ | ------ |
| 12   | Olivier Panis      | Prost-Peugeot      | 0      |
| 13   | Jan Magnussen      | Stewart-Ford       | 0      |
| 14   | Rubens Barrichello | Stewart-Ford       | 0      |
| 15   | Jarno Trulli       | Prost-Peugeot      | 0      |
| 16   | Toranosuke Takagi  | Tyrrell-Ford       | 0      |
| 17   | Shinji Nakano      | Minardi-Ford       | 0      |
| 18   | Ricardo Rosset     | Tyrrell-Ford       | 0      |
| –    | Mika Salo          | Arrows             | 0      |
| –    | Esteban Tuero      | Minardi-Ford       | 0      |
| –    | Pedro Diniz        | Arrows             | 0      |
| –    | Ralf Schumacher    | Jordan-Mugen-Honda | 0      |

### Konstrukteurswertung
| Pos. | Konstrukteur        | Punkte |
| ---- | ------------------- | ------ |
| 01   | McLaren-Mercedes    | 39     |
| 02   | Ferrari             | 21     |
| 03   | Williams-Mecachrome | 8      |
| 04   | Benetton-Playlife   | 7      |
| 05   | Sauber-Petronas     | 3      |
| 06   | Jordan-Mugen-Honda  | 0      |

| Pos. | Konstrukteur  | Punkte |
| ---- | ------------- | ------ |
| 07   | Prost-Peugeot | 0      |
| 08   | Stewart-Ford  | 0      |
| 09   | Tyrrell-Ford  | 0      |
| 10   | Minardi-Ford  | 0      |
| –    | Arrows        | 0      |